# Kate Silverton
Kate Silverton (Waltham Abbey, Essex, 4 de agosto de 1970) es una presentadora de televisión y periodista británica, actualmente empleada por la BBC. En general, una presentadora de reemplazo para la BBC, se la puede ver regularmente presentando BBC News at One, BBC News at Six, BBC News at Ten y BBC Weekend News, y haciendo apariciones ocasionales en BBC News Channel y BBC World News.

## Biografía

### Primeros años y educación
Silverton nació en Waltham Abbey en Essex, Inglaterra, hija de Terry Silverton, un conductor de taxi negro convertido en hipnoterapeuta registrado y Patricia Silverton. Tiene dos hermanas, Claire y Amy. Asistió a West Hatch High School en Chigwell, Essex, donde fue campeona junior de natación. Ella también compitió en el triatlón. Ella era una guía para chicas y ganó el Queen's Guide Award.
Silverton se graduó del St. Cuthbert's Society, una universidad de la Universidad de Durham con una Licenciatura en Ciencias en psicología, habiendo estudiado anteriormente la historia de Arabia y Medio Oriente durante un año. Fue a Zimbabue con Raleigh International, pasando su año sabático trabajando para ellos en Egipto y Líbano.

### Carrera temprana
Silverton trabajó para un banco con sede en Londres antes de convertirse en periodista. Se formó con la BBC, trabajando en noticias de Look North antes de convertirse en reportera y presentadora en Tyne Tees Television.
Ella fue panelista en The Wright Stuff de Channel 5. También participó en The Heaven and Earth Show, Big Strong Boys, y Weekend Breakfast en BBC Radio 5 Live, antes de unirse a BBC News.
En 2003, Silverton supuestamente golpeó a Rod Liddle, el exeditor del programa Today de BBC Radio 4, durante un piloto de un nuevo programa político. Liddle dijo: «Hice un comentario estúpido sobre un discapacitado, que Kate con razón hizo excepción».

### BBC News
Desde 2005 hasta diciembre de 2007, fue presentadora en BBC News 24 y también presentadora regular de reemplazo para BBC Breakfast.
En diciembre de 2007, Silverton fue nombrada como presentadora de BBC News, una selección de 90 segundos de las noticias que se muestran en BBC One, que presentó durante dos meses. Presentó BBC News at One de febrero a agosto de 2008, mientras que la presentadora principal Sophie Raworth estaba de baja por maternidad.
En agosto de 2010, BBC Scotland se disculpó con los espectadores después de que Silverton maldiciera al final de un boletín de noticias en televisión en vivo. Los espectadores en Escocia fueron los únicos que escucharon las palabras. Un portavoz de BBC Scotland dijo: «Kate pensó que estaba fuera del aire en ese momento. Los micrófonos no se habían apagado y el error solo se produjo en Escocia».
En octubre de 2011, tomó licencia por maternidad y regresó al News at One en abril de 2012. Hasta mayo de 2012, fue la presentadora adjunta de News at One de la BBC, presentando los lunes y cuando la presentadora principal Sophie Raworth no estaba disponible. Sian Williams más tarde se hizo cargo de este papel. Silverton regresó a la función de suplente en octubre de 2013 para cubrir el permiso de Williams. Sin embargo, Williams luego dejó la BBC.
Silverton regresó a BBC News en julio de 2015, pero fue secundada a la BBC Radio 4. Ella regresó de su comisión de servicio en abril de 2016.

### Otros proyectos de BBC
El 1 de abril de 2008, junto con el historiador Dan Snow, presentó una cobertura en vivo de las celebraciones celebradas en RAF Fairford por el 90.º aniversario de la Royal Air Force. En 2008, Silverton se unió al equipo de presentación de Big Cat Diary en BBC One. Copresentó la cobertura de New Year Live a bordo del HMS Belfast en Londres el 31 de diciembre de 2008 en BBC One con Nick Knowles.
En abril de 2009, apareció como mentora en la serie de la BBC Two, The Speaker, ofreciéndole consejos sobre buena narración de cuentos y oratoria.
En mayo de 2009, presentó un documental llamado 10 Things You Need to Know About Sleep, que analizó diferentes formas de lidiar con el insomnio.
Desde 2010, presentó el programa de la mañana del domingo en la BBC Radio 5 Live, que se realizó de 09:30 a 11:00.
En junio de 2012, Silverton entrevistó al Príncipe Guillermo, duque de Cambridge, quien pidió el cese del asesinato de rinocerontes por sus cuernos en África. Silverton también ha actuado como presentador de la serie de Radio Four, Last Word.
El 17 de agosto de 2018, se anunció que Silverton sería un concursante en la serie 16 de Strictly Come Dancing, siendo emparejada con el bailarín profesional Aljaž Skorjanec. Ellos fueron la octava pareja eliminada de la competencia, quedando en el octavo puesto.

### Otras oportunidades
En febrero de 2008, Silverton reveló en una entrevista en el periódico The Independent que le habían ofrecido un papel de presentadora principal para el relanzamiento de 5 News en 2007, el cual rechazó.

## Incidente de Philip Hayton
En septiembre de 2005, Silverton llamó la atención de los medios cuando su corresponsal de BBC News 24, Philip Hayton, quien había trabajado para la BBC durante 37 años, renunció a su cargo seis meses después de un año de contrato, alegando problemas de «incompatibilidad» con Silverton. The Daily Telegraph, sin fundamentar y citar a un «informante» no identificado, informó que Hayton recurrió a Silverton durante un descanso y dijo: «No me gustas».
The Daily Mirror citó a otra "informante" de la BBC diciendo que Silverton es «... agresiva más allá de toda creencia. Detrás de su gran sonrisa superficial puede ser un monstruo realmente agresivo y manipulador que siempre consigue lo que quiere». Hayton simplemente citó la «incompatibilidad» con Silverton como su razón y cuando sus gerentes rechazaron moverla a otro intervalo de tiempo, se fue. Silverton estaba en la peculiar posición de tener que pasar por la revisión de papel de la mañana en vivo la mañana en que la historia se rompió, evitando cualquier discusión sobre la historia y reprendiendo a su nueva copresentadora cuando quiso referirse a ella. Hayton dijo que dejó la BBC «sin amargura ni rencor».
Sin embargo, varias figuras hablaron por Silverton. Jon Sopel, un compañero presentador de BBC News 24, quien fue presentador de Silverton en News 24 durante varios meses, comentó sobre el incidente diciendo: «Ella es cálida y amigable. Con Kate, lo que ves es lo que obtienes: es brillante, animada, talentosa y vivaz. Me gusta y confío en ella. Sí, ella es ambiciosa... ¿pero no somos todos así?».
Rod Liddle, quien supuestamente fue golpeado por Silverton en 2003, defendió a su ex copresentadora. Liddle dijo: «Kate es inteligente, atractiva y tiene opiniones fuertes. Ella es mucho más inteligente que Hayton. Hay muchas mujeres muy estúpidas en la BBC, pero ella no es una de ellas. Philip probablemente necesite trabajar en una isla donde no hay mujeres. Ella era absolutamente adorable, divertida, profesional, inteligente y carente de las aflicciones habituales de los presentadores de televisión: el narcisismo y la codicia».

## Vida personal
Silverton se casó con Mike Heron, un antiguo marine real, en la iglesia St Bride's Church de Fleet Street el sábado 18 de diciembre de 2010.
El 5 de noviembre de 2011, Silverton dio a luz a una niña en el Queen Charlotte's Hospital, Londres. Su hija fue finalmente concebida naturalmente, después de cuatro ciclos infructuosos de FIV. Después de perder un ovario durante una operación para extirpar un quiste a la edad de 29 años, a Silverton le habían dicho que era poco probable que quedara embarazada de forma natural. Más tarde describió su embarazo como un «milagro».
El 25 de enero de 2014, a la edad de 43 años, Silverton anunció que estaba embarazada de su segundo hijo. Ella usó su cuenta de Twitter para dar la noticia y dijo: «Mike y yo estamos muy felices de compartir que Clemency se convertirá en una hermana mayor este verano». Su segundo hijo, un niño, nació el 26 de junio de 2014.
Silverton mide 1.78. Ella ha hablado de sufrir vergüenza cuando era más joven debido a su gran tamaño de pies.

### Demanda de cirugía estética
En enero de 2008, Silverton demandó a una clínica después de un procedimiento de cirugía cosmética supuestamente fallido para el tratamiento de cicatrices de acné. Silverton dijo que el procedimiento causó una reacción severa de la piel y que tuvo que tomar dos semanas de trabajo después del tratamiento. La demanda presentada por daños monetarios no especificados.